# Lyle Waggoner
Lyle Wesley Waggoner (ur. 13 kwietnia 1935 w Kansas City w Kansas, zm. 17 marca 2020 w Westlake Village) – amerykański aktor telewizyjny i filmowy, rzeźbiarz.

## Życiorys

### Wczesne lata
Urodził się w Kansas City jako syn Myrona i Marie Waggoner. Spędził część swojego dzieciństwa w Saint Louis i Excelsior Springs w Missouri. W 1954 ukończył Kirkwood High School w Kirkwood w Missouri, a następnie krótko studiował na Washington University w Saint Louis. Potem dołączył do United States Army i przez dwa lata służył w Niemczech Zachodnich jako radiotelegrafista.
Po odbyciu służby wojskowej studiował inżynierię mechaniczną w General Motors Institute of Technology. Następnie sprzedawał encyklopedie od drzwi do drzwi. Zadebiutował na scenie w Kansas City w musicalu Li’l Abner jako umięśniony mężczyzna, po czym stworzył organizację promocji sprzedaży, które pozwoliło mu zarobić wystarczająco dużo pieniędzy, aby sfinansować wyjazd do Los Angeles i rozpocząć karierę aktorską.

### Kariera
W połowie lat 60. Waggoner regularnie pojawiał się w telewizji i filmach, w tym w jednym z odcinków Gunsmoke (1966). Był kandydatem do tytułowej roli w telewizyjnej wersji Batman, ale ostatecznie rolę zagrał Adam West.
Stał się najbardziej znany jako spiker w sitcomie CBS The Carol Burnett Show (1967–1974) z Carol Burnett, a za ten występ w 2005 roku otrzymał TV Land Award jako Legenda TV. W serialu ABC/CBS Wonder Woman (The New Adventures of Wonder Woman, 1975-79) wystąpił jako Steve Trevor Jr.  
W czerwcu 1973 trafił do magazynu dla pań „Playgirl”. Był właścicielem Star Waggons Inc. w Sylmar w Los Angeles, wynajmu przyczep w przemyśle rozrywkowym.
W 1993 r. Waggoner był również gospodarzem programu „Porozmawiajmy z Lyle Waggonerem” (“Let’s Talk With Lyle Waggoner”), reklamowanego przez “Y-bron”, gdzie prezentowano produkt naturalny, który leczy męską impotencję.

## Życie prywatne
17 września 1960 poślubił Sharon Adele Kennedy, z którą ma dwóch synów - Jasona i Beau.
Zmarł po krótkiej chorobie - 17 marca 2020 w Westlake Village w wieku 84 lat.

## Filmografia

### Filmy fabularne
- 1966: Swamp Country jako zastępca
- 1967: Catalina Caper jako Angelo
- 1967: Journey to the Center of Time jako obcy
- 1980: The Gossip Columnist (TV) jako Terry Anderson
- 1984: Surf II jako szef Boyardie
- 1989: Murder Weapon jako dr Randolph
- 1989: Mind Trap jako Ben
- 1991: Piękne i martwe (Dead Women in Lingerie) jako Tato
- 1993: Gypsy Angels jako ksiądz
- 2003: Living Straight (TV) jako Robert Cord

### Seriale TV
- 1966: Gunsmoke jako Aikens
- 1967: Zagubieni w kosmosie (Lost in Space) jako mechaniczny człowiek
- 1969: The Governor & J.J. jako Garrett Spaulding
- 1973: Marcus Welby, lekarz medycyny jako Eric Lundgren
- 1975–1979: Wonder Woman jako Steve Trevor Jr.
- 1979: Statek miłości jako Jay Cavanaugh / Lance Wilson
- 1980: Szczęśliwe dni (Happy Days) jako Bobby Burns
- 1980: Aniołki Charliego jako Jack Barrows
- 1981: Mork i Mindy jako Xerko
- 1982: Statek miłości jako dr Tucker Martin
- 1984: Napisała: Morderstwo jako Marty Strindberg
- 1984: Szczęśliwe dni (Happy Days) jako Frederick Hamilton
- 1986: Mike Hammer jako Leo Raffle
- 1986: Hardcastle i McCormick jako Dex Falcon
- 1986: Simon & Simon jako Don Manning
- 1991: Napisała: Morderstwo jako Vic DeMarco
- 1993: Napisała: Morderstwo jako Ben Wright
- 1995: Prawo Burke’a (Burke’s Law) jako Reece Robertson
- 1995: Cybill w roli samego siebie
- 1996: Ellen jako Vic
- 1999: Różowe lata siedemdziesiąte w roli samego siebie
- 2005: Domowy front (The War at Home) jako Jack